# Bolya Mátyás
Bolya Mátyás (Budapest, 1977. április 18. –) zenész, zeneszerző, a Zeneakadémia Népzene tanszékének tanszékvezetője 2022 óta, az MTA Zenetudományi Intézetének munkatársa.

## Életrajz
Bolya Mátyás kobzon és citerán játszik. A magyar népzenét sok oldalról körüljárja, de foglalkozik más népzenékkel, valamint régebbi korok zenéjével is. Koncertjei mellett zeneszerzéssel, hangszereléssel, szakmai publikációkkal, alkalmazott zeneírással báb- és táncszínházi produkciók), valamint oktatási anyagok összeállításával is foglalkozik. Művészi munkája mellett részt vesz a tudományos életben és civil szerveződésekben is. Több mint 10 éve a Magyar Tudományos Akadémia Zenetudományi Intézetének tudományos munkatársa, emellett a Liszt Ferenc Zeneművészeti Egyetem Népzene tanszékének tanszékvezetője.
Kialakult stílusa egyéni, egyszerre korszerű és egyfajta rekonstrukciója a hajdanvolt játékstílusoknak. Alapvető műfaja a népzenei ihletésű improvizatív kamarazene. Rendszeresen muzsikál a magyar népzene élvonalbeli zenészeivel, de szívesen játszik más műfaj képviselőivel is. Eddig közel 50 lemezen és színházi előadáson hallhatták az érdeklődők.
Saját zenekarát, a Kárpátia Folkműhelyt 2002-ben az év folkegyüttesének járó EMeRTon-díjjal jutalmazta a Magyar Rádió. Művészi munkája mellett részt vesz a tudományos életben és civil szerveződésekben is: 2001-től az MTA Zenetudományi Intézetének (Népzenei Archívum) munkatársa; a 2003-ban alakult Moldvahon Csángó Kulturális Egyesület alapító tagja; 2005-ben volt tanárával, Balogh Sándorral megalapítja a DialekTon Népzenei Kiadót.

## Tudományos munkák
- Magyar Népzenei Antológia összkiadása DVD-ROM (Folkeurópa, Budapest, 2011)
- Magyar Népzenei Antológia digitális összkiadása (ZTI, Budapest, 2009)
- Bartók Béla: Magyar Népdalok Egyetemes Gyűjtemény internetes közreadása (ZTI, Budapest, 2006)
- MTA ZTI Népzenei Archívum munkatársa (ZTI, Budapest, 2002-)

## Szakmai írások
- Koboz ÉS/VAGY iskola? (folkMAGazin, 2011/4.)
- Revival összegzés Szegedről – Koboziskola DVD-n (folkMAGazin, 2009/1.)
- Balogh Sándor – Bolya Mátyás: Magyar citerazene I-II. (Flaccus, Budapest, 2008, tankönyv és példatár)
- Koboz jellegű hangszereken tessünk megtanulni kobzozni! (folkMAGazin, 2006/1.)
- Tartalmi és formai javaslatok (Hagyományok Háza honlap, 2004.)
- Bolya Mátyás: Kobozjáték a mai táncházas gyakorlatban (Etnofon, Budapest, 2001)
- Balogh Sándor: Moldvai hangszeres dallamok c. könyv kobozzal foglalkozó fejezete

## Írások
- Éneklő szentek – Egyházzene népzenei gesztusokkal (folkMAGazin, 2008/1.)
- Megjelent a Magyar Citerás Antológia harmadik része (folkMAGazin, 2007/3.)
- Újra dorombmuzsika – Megjelent a Dorombér 2. (folkMAGazin, 2006/6.)
- Söndörgő: Oj Javore (folkMAGazin, 2006/2.)
- Csobános (folkMAGazin, 2006/2.)
- Óbudai hegyek alatt... – Az Óbudai Népzenei Iskola kettős jubileumát ünnepli (folkMAGazin, 2005/6.)
- IV. Csángó karácsony (folkMAGazin, 2005/6.) Moldvahon Csángó Kulturális Egyesület (folkMAGazin, 2005/4.)
- Szibemizsor (folkMAGazin, 2005/2.)
- Somoskai Faluhét II. (folkMAGazin, 2004/7.)
- Somoskai Faluhét I. (folkMAGazin, 2004/6.)
- Énekelt mese kicsiknek és nagyoknak – Álom-álom, kitalálom (folkMAGazin, 2004/6.)
- Hodorog András – Furulyazene Moldvából – Klézsei énekek és táncok (folkMAGazin, 2004/6.)
- Magyar Citerás Antológia I. (folkMAGazin, 2004/3.)
- Jó -e egy kritikus kritikus? (folkMAGazin, 2004/2.)
- Szomorkás jubileum (folkMAGazin, 2003-Tél)

## Előadók, zenekarok
Rost Andrea, Szvorák Kati, Palya Bea, Bognár Szilvia, Szokolay Dongó Balázs, Sebő Ferenc, Balogh Kálmán, Dés András, Ferenczi György, Kiss Ferenc, Etnofon Zenei Társulás; korábban: Sebestyén Márta trió, Kerényi Róbert, Dorombér
Alapítóként: Kárpátia Folkműhely , Zurgó

## Produkciók
- Royal Opera House (London, 2009)
- Kínai magyar évad (Peking, Sanghaj, 2007)
- Berni Konzervatórium (Bern, 2006)
- Koncert a spanyol királyi párnak (Madrid, Barcelona – elnöki meghívott)
- Fesztivál a Magyar Millenniumra – XVII. Olimpiai Játékok (Sydney, Ausztrália),
- Kaustinen Folkfestival (Finnország)
- Diósgyőri Kaláka Folkfesztivál
- Mesterségek Ünnepe
- Savaria Karnevál
- Kapolcsi Művészeti Napok
- MediaWave
- Dunaújvárosi Táncszínház produkciói; régebben: Rossa László – Honvéd Táncszínház produkciói
- Sacra Corona filmzene
- Kárpátia Teaház
- Maskarás Céh
- Bab Társulat
- Lopótök Színtársulat
- Kőketánc Gyerektáncház
- Somoskai Faluhét
- Gyimesi Tánctábor
- Országos Táncháztalálkozó és Kirakodóvásár

## Szerzőként, alkotóként

### Produkciók
- Rost Andrea: Pannon dalok (Viva la Musica Produkció)
- Palya-Dés-Bolya: Szefárd trió (Beata Voice Produkció)
- Sebestyén Márta, Szokolay, Bolya – Nyitva látám mennyeknek kapuját (Viva la Musica Produkció)
- Palya Beáta – Álom-álom, kitalálom – énekelt mese (Beata Voice Produkció)

### Színház, táncszínház, bábszínház
- Lázár Ervin: A legkisebb boszorkány (Szombathelyi Mesebolt Bábszínház, 2010)
- Greifeinstein-Zalán, Ferenczi-Bolya-Szokolay: Csínom Palkó (Békéscsabai Jókai Színház, 2010)
- Tamási Áron: Szegény ördög (Vojtina Bábszínház, 2010)
- Örökkön-örökké (BM Duna Művészegyüttes, 2009)
- Rege a csodaszarvasról (Nagyváradi Árkádia Ifjúsági és Gyermekszínház, Nagyvárad, 2008)
- A fülemüle (Vojtina Bábszínház, Debrecen, 2008)
- Tavaszi szél (BM Duna Művészegyüttes, Budapest 2007)
- Petőfi Sándor: A helység kalapácsa (Vojtina Bábszínház, Debrecen, 2007)
- Álomjáró testvérkék (Vojtina Bábszínház, Debrecen, 2006)
- Álom-álom, kitalálom (Bartók Kamaraszínház és Művészetek Háza, Dunaújváros, 2006)
- Fehérlófia (Vojtina Bábszínház, Debrecen, 2005)
- Aranyvitéz (Dunaújváros Táncszínháza, Dunaújváros 2004)
- Keleti szél (Dunaújváros Táncszínháza, Maskarás, 1999)

### Hang- és filmfelvételek
- Sebestyén Márta, Szokolay, Bolya – I can see the gates of heaven… (Harmonia Mundi, 2009, CD)
- Sebestyén Márta, Szokolay, Bolya – Nyitva látám mennyeknek kapuját (Viva la Musica, 2008, CD)
- Szvorák Katalin – Mondj, szívem dalt (REP, 2008, CD)
- Nyitva látám mennyeknek kapuját – Szíriában forgatott karácsonyi zenés film (Duna TV, 2007, film)
- Sebestyén Márta – Angyalok és pásztorok (Gryllus, 2006, CD)
- Dorombér 2. (DialekTon, 2006, CD)
- Legedi László István – Csobános (DialekTon, 2006, CD)
- Festeres – Mandache Aurel hegedül 2. – Táncmuzsika Moldvából (DialekTon, 2005, CD)
- Hodorog András – Furulyazene Moldvából – Klézsei énekek és táncok (DialekTon, 2004, CD)
- Palya Beáta – Álom-álom, kitalálom – énekelt mese (Gryllus, 2004, CD)
- Kőketánc – Táncok, dalok, mondókák (Etnofon, 2003, MC)
- Kárpátia – Moldvahon I. – Vásár – Moldvai népek zenéi (Etnofon, 2003, CD)
- Mandache Aurel hegedül – Hegedűs tánczene – Moldva (Etnofon, 2003, CD)
- Serény Magyaros – furulyás táncházzene Moldvából (Etnofon, 2002, CD)
- Dorombér – Dorombmuzsika a 2000. esztendőben (Etnofon, 2000, CD)
- Kárpátia – Zene Moldvából (Etnofon, 1998, CD)
- Szeretőm a táncba – Moldvai csángómagyar népzene Klézséből (Etnofon, 1997, CD)
- Zurgó – Moldvai népzene (Etnofon, 1996, CD)

## Szerkesztői munkái
- Balogh Sándor: A népi furulyajáték alapjai (Flaccus, 2011, tankönyv)
- Magyar Citerás Antológia IV. (ONI, MTA ZTI, Flaccus, 2011, CD)
- Hallottátok hírit – bihari népdalok 2. (DialekTon, 2010, CD)
- Fellegzik az idő – bihari népdalok 1. (DialekTon, 2009, CD)
- Népzenei Magazin (Petőfi Rádió, 2007, rádióműsor)
- Magyar Citerás Antológia III. (ONI, MTA ZTI, Flaccus, 2007, CD)
- Magyar Citerás Antológia II. (ONI, MTA ZTI, Flaccus, 2005, CD)
- Moldvahon Zenei Portál (Moldvahon, 2004, portál)
- Magyar Citerás Antológia I. (ONI, MTA ZTI, Flaccus, 2004, CD)
- Magyarok Moldvában (Moldvahon, 2004, CD-ROM)
- Élő népzene (Kossuth Rádió, 2002, rádióműsor)

## Közreműködései

### Hang- és filmfelvételek, színház
- Magyar Rádió Gyermekkórus – Kiskarácsony, nagykarácsony (Magyar Rádió, 2010, CD)
- Palya Bea – Én leszek a játékszered (Sony, 2010, CD)
- Csík zenekar – Ez a vonat, ha elindult, hadd menjen (Fonó Budai Zeneház, 2008, CD)
- Ünnepeink – szerk.: Cseh Tamás, Péterdi Péter, Vakler Anna (Etnofon, 2008, CD)
- Sebestyén Márta 50 éves (MTV1, 2007, tv-felvétel)
- Kaláka – Arany János (Hangzó Helikon, Gryllus, 2007, CD)
- Pál István „Szalonna” – Örömzene (Magyar Folk Centrum, 2007, CD)
- Szvorák Katalin – Éneklő Egyház (REP, 2007, CD)
- Népzenei portré – Sebestyén Márta (Duna TV, 2007, tv-felvétel)
- Népzenei portré – Szokolay Dongó Balázs (Duna TV, 2007, tv-felvétel)
- Bognár Szilvia – Ének őrzi az időt (Gryllus, 2006, CD)
- Rivalda – Szvorák Katival (Duna TV, 2006, tv-felvétel)
- Kiss Ferenc – Szerelemajtók (Etnofon, 2006, CD, koncert)
- Korniss Péter: Színek • Fények • Magyarország (Regift, 2005, könyv CD melléklettel)
- Magyar Citerás Antológia II. (ONI, MTA ZTI, Flaccus, 2005, CD)
- Sebestyén Márta – Magyar népköltészet (Hangzó Helikon, Gryllus, 2004, CD)
- Dresch Mihály Quartet – Egyenes zene (BMC, 2004, CD)
- Dubrovay László – Hungarian sounds – Dudaszó hallatszik (Hungaroton, 2004, CD)
- Palya Beáta – Ágról-ágra (Orpheia, 2003, CD)
- Szerelem, szerelem – Róka Mihály énekei (Etnofon, 2002, CD)
- Balogh Sándor – Moldvai hangszeres dallamok c. könyv hangzó melléklete (Etnofon, 2001, CD)
- Szvorák Katalin – Napfogyatkozás – Bánatdalok (Etnofon, 1999, CD)
- Élő Népzene sorozat (1996-, CD)
- Táncháztalálkozó lemezek (1994-, MC, CD)
- Weöres Sándor: Holdbéli csónakos (Magyar Nemzeti Színház, Budapest, 2003-)

## Fotó, tervezés, illusztráció
- Balogh Sándor: A népi furulyajáték alapjai (Flaccus, Budapest, 2011, könyvborítóterv)
- Balogh Sándor – Bolya Mátyás: Magyar citerazene I-II. (Flaccus, Budapest, 2008, könyvborítóterv)
- Miroslav Brna: Žial’, žial’, žial’ mi je (Tótkomlós Önkormányzata, 2008, könyvillusztráció)
- Dialekton Népzenei Kiadó honlapja – www.dialekton.hu (www, 2008-)
- Sebestyén Márta honlapja – www.sebestyenmarta.hu (www, 2006-)
- Bolya Mátyás és Szokolay Dongó Balázs honlapja – www.kobzart.hu (www, 2006-)
- Moldvahon Zenei Portál – www.moldvahon.hu (www, 2004-, fotók)
- Magyarok Moldvában (Moldvahon, 2004, CD-ROM fotói)
- Csángóföld Európában – Európa Csángóföldön c. kiállítás (2004-, kiállítás fotói)
- Így halltam, így tudom – moldvai csángó muzsika (Duna TV, 2004, TV műsor fotói)
- Moldvai hangszeres dallamok c. könyv hangzó melléklete (Etnofon, 2004, CD borító fotók)
- Kárpátia – Moldvahon I. – Vásár – Moldvai népek zenéi (Etnofon, 2003, CD borító tervezés)
- Mandache Aurel hegedül – Hegedűs tánczene – Moldva (Etnofon, 2003, CD borító fotók)
- Serény Magyaros – furulyás táncházzene Moldvából (Etnofon, 2002, CD borító tervezés, fotók)
- Balogh Sándor: Moldvai hangszeres dallamok (Etnofon, 2001, könyv, tipográfia, fotók)
- Kárpátia – Zene Moldvából (Etnofon, 1998, CD borító tervezés)
- Szeretőm a táncba – Moldvai csángómagyar népzene Klézséből (Etnofon, 1997, CD borító tervezés, fotók)
- Zurgó – Moldvai népzene (Etnofon, 1996, CD borító tervezés)
- Balogh Sándor: Citera iskola (ONI, Néptáncosok Szakmai Háza, 1992, illusztráció)